# Mánchester
Mánchester (en inglés: Manchester /ˈmæntʃɪstər, -tʃɛs-/ (escuchar)ⓘ) es una ciudad y un municipio metropolitano del condado de Gran Mánchester en Inglaterra, Reino Unido. Obtuvo su estatus de ciudad en 1890 y tenía una población aproximada de 530 300 habitantes en 2015 con una población urbana de 3,2 millones. A su vez, forma parte de la tercera aglomeración urbana del Reino Unido, después de Londres y Birmingham.
Mánchester es un importante centro artístico, financiero, de medios de comunicación y de educación superior. En una encuesta de líderes empresariales británicos publicada en 2006, Mánchester era considerada como el mejor lugar en el Reino Unido para establecer un negocio. Un informe encargado por la Asociación de Mánchester, publicado en 2007, mostró a Mánchester como la «ciudad con más rápido crecimiento económico». Es la tercera ciudad más visitada en el Reino Unido por turistas extranjeros. Mánchester fue la anfitriona de los Juegos de la Mancomunidad de 2002, y es sede de dos equipos de fútbol de la Premier League, Manchester United y Manchester City.
Históricamente la mayor parte de la ciudad fue parte del condado de Lancashire, con las zonas ubicadas al sur del río Mersey en el condado de Cheshire. Mánchester fue la primera ciudad industrializada del mundo y desempeñó un papel central durante la Revolución industrial. Se convirtió en el principal centro internacional de la fabricación textil y de hilado de algodón. Durante el siglo XIX adquirió el apodo de «Cottonopolis», sugiriendo que era una metrópoli de las fábricas de algodón. El centro de la ciudad se encuentra en una lista provisional del Patrimonio de la Humanidad de la Unesco, debido principalmente a la red de canales y molinos construidos durante los siglos XVIII y XIX.

## Toponimia
El nombre de Mánchester se origina del antiguo nombre romano Mamucium, nombre de la fortaleza y asentamiento romano. Por lo general se piensa que es una latinización de un nombre de origen céltico (que posiblemente significaba «cerro de mama», mamm; en español «mama o pecho») y ceaster del inglés antiguo que quiere decir «pueblo» y que deriva del latín Castrum. Una teoría alternativa sugiere que es britónico: mamma significaría «mamá», en referencia a una diosa del Río Medlock, el cual fluye por la ciudad. Mam significa «pechos de mujer» en irlandés y madre en galés.

## Historia
Cerca del año 79 d. C. se establece el primer asentamiento romano como una fortaleza de madera en el área de Mamucium (o Mancumium), cerca de la actual Castlefield. Para el siglo III fue reemplazada por una construcción de piedra a cuyo alrededor se estableció una pequeña comunidad. Para el siglo V los ejércitos romanos dejan la fortificación. En el siglo IX se construye la Zanja de Nico.
Consta que Mánchester tenía celebraba mercado en 1282. Alrededor del siglo XIV, Mánchester recibió cierta afluencia de tejedores flamencos, a los cuales a veces se les atribuye la fundación de la industria textil de la región. La ciudad se convirtió así en un importante centro para la fabricación y el comercio de lanas y lino, y alrededor de 1540, se había expandido hasta convertirse, en palabras de John Leland, en "la ciudad más hermosa, mejor construida, más rápida y más poblada de todo Lancashire". La catedral y los edificios de Chetham son los únicos sobrevivientes significativos del Manchester de Leland.
Durante la guerra civil inglesa, Mánchester favoreció firmemente el interés parlamentario. Aunque no duró mucho, Cromwell le otorgó el derecho a elegir a su propio diputado. Charles Worsley, que representó a la ciudad sólo durante un año, fue nombrado más tarde mayor general para Lancashire, Cheshire y Staffordshire durante el Gobierno de los Mayores Generales. Fue un puritano diligente, que cerró cervecerías y prohibió la celebración de la Navidad, hasta su muerte en 1656.
Mánchester se convirtió en una pequeña ciudad de mercaderes hasta la Revolución industrial, que comenzó en el siglo XVIII. El clima húmedo la hizo ideal en el Reino Unido. Hoy en día la zona de Trafford Park, al suroeste de la ciudad, sigue siendo una de las mayores zonas industriales del mundo, con la central de la Kelloggs Company Europa, Rolls Royce, y el Manchester United Football Club. El Trafford Park fue también el primer sitio de fuera de América que produjo el Modelo T de Ford, en 1911.
La población de Mánchester se disparó con el éxodo rural a la industria. El crecimiento fue ayudado por la gran cercanía al puerto de Liverpool. Para agilizar la llegada a Mánchester del carbón, algodón y otras materias primas desde Liverpool, en 1761 fue construido el Bridgewater Canal (el canal del duque de Bridgewater) para conectar las dos ciudades. Años más tarde, la firma George Stephenson construyó la primera línea férrea del mundo, entre Mánchester y Liverpool. En 1894, la Reina Victoria inauguró el canal marítimo de Mánchester, que convertía a Mánchester en puerto marítimo, en términos prácticos.

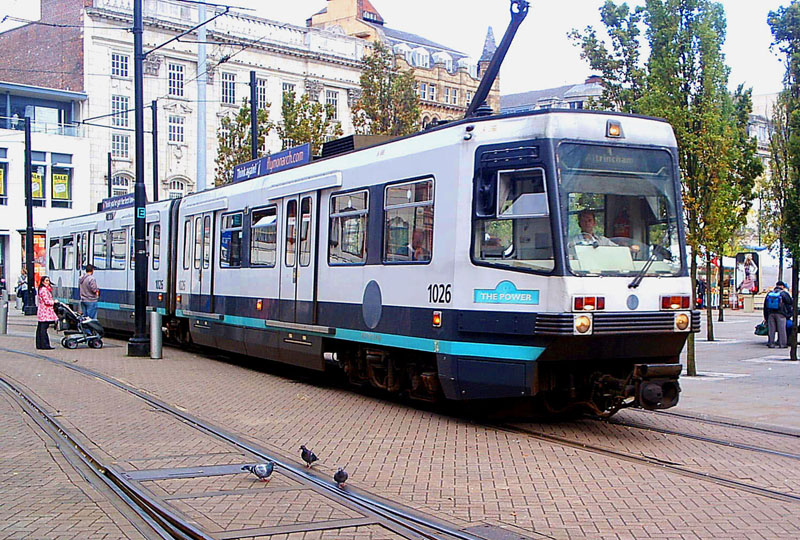
El tranvía Metrolink recorre el centro de Mánchester.

La ciudad de Mánchester se convirtió en la primera ciudad industrial del mundo, y un ejemplo - en lo bueno y en lo malo- para todo el mundo occidental.
La proximidad de la ciudad a Liverpool y el tamaño similar que ambas tienen es causa de gran rivalidad, la cual no ha sido siempre amigable.
A las 11:20 de la mañana del sábado 15 de junio de 1996 el IRA detonó una gran carga explosiva en el centro de la ciudad, justo cuando se celebraba la Eurocopa. Como consecuencia del daño ocasionado al Arndale Centre y a edificios cercanos a la estación de Victoria, se ha regenerado el centro urbano con complejos como Printworks y el Triangle, creándose amplias zonas comerciales y recreativas.
En 2002, Mánchester acogió la XVII edición de los Juegos de la Mancomunidad (Commonwealth Games) con gran éxito, tras el fracaso en conseguir los Juegos Olímpicos de 1996, que se realizaron en Atlanta, Estados Unidos, y los del 2000, llevados a cabo en Sídney, Australia.
El 22 de mayo de 2017 sufrió un atentado terrorista durante el concierto de la cantante Ariana Grande en el Manchester Arena con un saldo de 22 personas muertas y 116 heridos, la mayoría adolescentes o niños. El ataque fue organizado por el grupo terrorista Estado Islámico, también conocido como ISIS.

## Importancia en la Revolución Industrial
Mánchester fue un modelo a seguir en la época de las nuevas ciudades industriales. Este pequeño pueblo tenía la ventaja de tener energía hidráulica y también acceso al mar en Liverpool.
A Mánchester iban varios escritores pero principalmente fue reconocido un escritor francés llamado Alexis de Tocqueville (1835), quien dijo una frase muy reconocida: «de esta sucia cañería fluye oro puro». Esta frase representa que Mánchester es un pueblo pequeño y poco vistoso pero demuestra que, aun así, produce elementos apreciables. De hecho llegó a demostrar la peor y mejor parte de la Revolución Industrial ya que varios empleados de fábricas y empresas fueron despedidos y cambiados por máquinas y también la parte buena porque demostró bien a los de la clase media y los dueños de molinos lo que se podía lograr y lo lejos que se podía progresar económicamente.
También en aquella época niños y adultos trabajaban casi como esclavos, hasta que después de un tiempo esto cambió, ya que la lucha obrera limitó las horas de trabajo y elevó la edad necesaria para empezar a trabajar. Los derechos de las personas empezaron a hacerse cumplir, pero aun así, debido a todas las industrias y polución el ambiente en esa zona sufrió varios daños graves.

## Gobierno

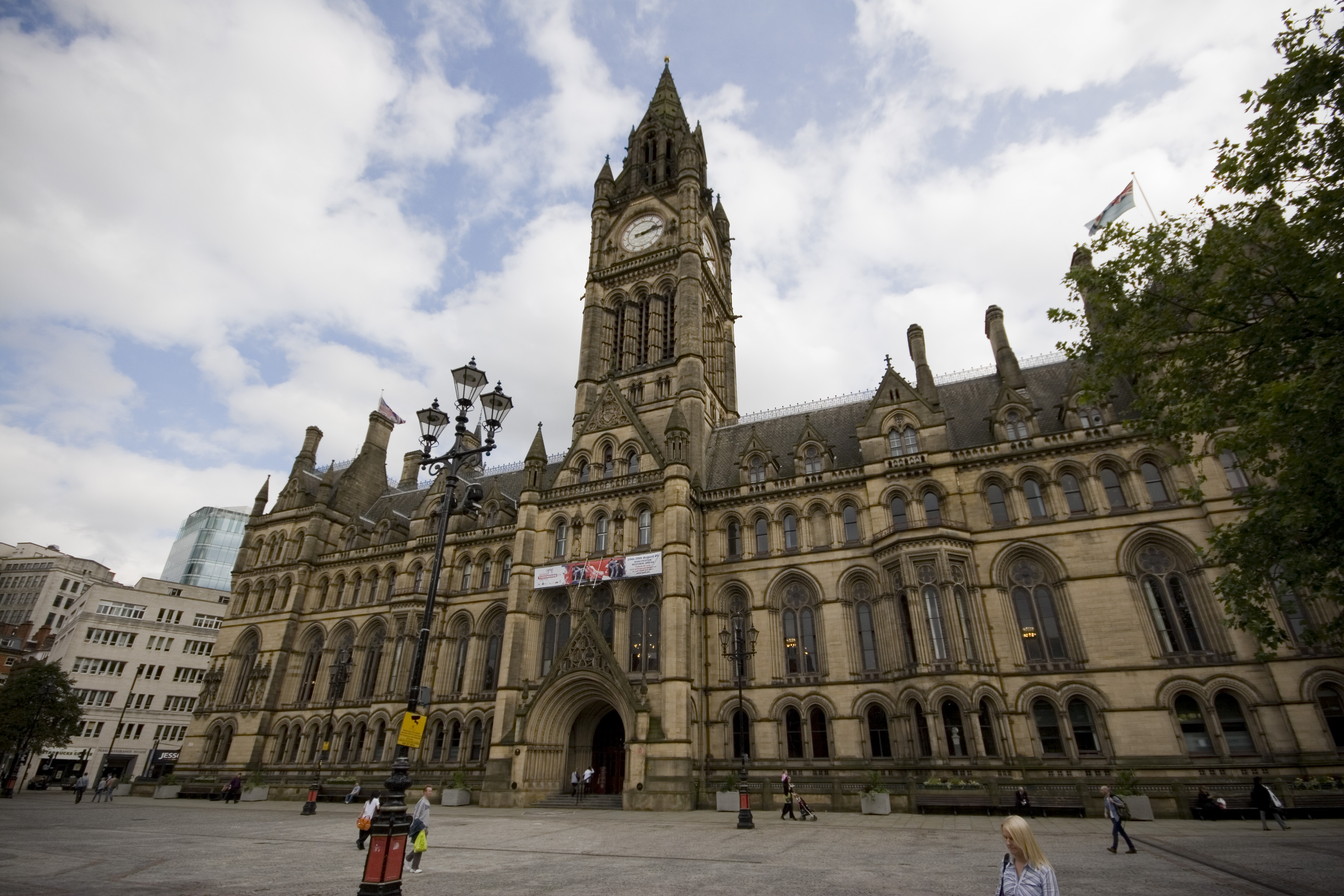
Vista del Ayuntamiento de la ciudad.

Mánchester posee representación en dos niveles de gobierno, Manchester City Council (nivel «local») y el Parlamento británico (nivel «nacional»). El Concejo Condal del Gran Mánchester fue abolido en 1986, por lo que el ayuntamiento es en realidad una autoridad unitaria. Desde su creación en 1995, Mánchester ha sido miembro del Grupo de principales ciudades inglesas, que, entre otras cosas, sirve para promover la condición social, cultural y económica de la ciudad a nivel internacional.
La categoría de ciudad le fue concedida a Mánchester en una carta de Thomas Grelley en 1301 pero perdió su condición de borough en un caso judicial de 1359. Hasta el siglo XIX, el gobierno local fue provisto por los tribunales señoriales, el último de los cuales terminó en 1846.
En 1885, Bradford, Harpurhey, Rusholme y partes de los municipios de Moss Side y Withington entraron a formar parte de la ciudad de Mánchester. En 1889, la ciudad se convirtió en el 'distrito condado' de Mánchester, autónomo del control de Lancashire. Entre 1890 y 1933, más zonas se agregaron a Mánchester desde Lancashire, incluidos los pueblos de Burnage, Chorlton, Didsbury, Fallowfield, Levenshulme, Longsight y Withington. En 1974, por la Ley de Gobierno Local de 1972, la ciudad de Mánchester se convirtió en una división administrativa distinta dentro el condado de Gran Mánchester. Ese año, Ringway, el pueblo donde está situado el aeropuerto de Mánchester, fue añadido a la ciudad.

## Geografía
La ciudad de Mánchester se encuentra ubicada a 257 km al noroeste de Londres. Limita al norte y al este con las colinas de los Peninos, una cadena montañosa que corre a lo largo del norte de Inglaterra y al sur por la llanura de Cheshire. El centro de la ciudad se encuentra a la orilla oriental del río Irwell, cerca de su confluencia con el río Black y el río Irk, con tierras relativamente bajas de entre 35 y 42 m s. n. m. El río Mersey fluye a través del sur de Mánchester. Gran parte del centro de la ciudad, especialmente en el sur, es plano, lo que ofrece amplias vistas de los edificios de gran altura y de muchas de las laderas y páramos de los Peninos, los cuales, a menudo, suelen ser cubiertos por nieve en los meses de invierno. Las características geográficas de Mánchester fueron muy influyentes en su desarrollo temprano como primera ciudad industrial del mundo; estas características son su clima, su proximidad a un puerto marítimo como lo es el de Liverpool, la disponibilidad de la energía hidráulica del agua de sus ríos y sus reservas de carbón cercanas.

### Clima
Mánchester tiene un clima marítimo templado, como gran parte de las islas británicas, con veranos cálidos e inviernos fríos. Hay precipitación ligera pero regular a lo largo del año. La precipitación media anual de la ciudad es 806,6 milímetros en comparación con la media del Reino Unido de 1 125.0 milímetros, y su media de días de lluvia por año es de 142.9, en comparación con la media del Reino Unido de 154,4. Mánchester, sin embargo tiene un nivel relativamente alto de humedad y esto, junto con la abundante oferta de descalcificadores, fue uno de los factores que llevaron a la localización de la industria textil en la zona. Las nevadas son muy poco frecuentes en la ciudad, debido al efecto del calentamiento urbano. Sin embargo, las colinas de los Peninos y el bosque Rossendale, que rodean la ciudad por el este y el norte, reciben algo de precipitación en forma de nieve y las carreteras que conducen fuera de la ciudad, en ocasiones, pueden llegar a ser cerradas debido a la nieve, sobre todo la carretera A62 a través de Oldham y Standedge, la A57 (el conocido como Snake Pass) hacia Sheffield y la M62 sobre Saddleworth Moor.
| Parámetros climáticos promedio de Mánchester (Ringway) | Parámetros climáticos promedio de Mánchester (Ringway) | Parámetros climáticos promedio de Mánchester (Ringway) | Parámetros climáticos promedio de Mánchester (Ringway) | Parámetros climáticos promedio de Mánchester (Ringway) | Parámetros climáticos promedio de Mánchester (Ringway) | Parámetros climáticos promedio de Mánchester (Ringway) | Parámetros climáticos promedio de Mánchester (Ringway) | Parámetros climáticos promedio de Mánchester (Ringway) | Parámetros climáticos promedio de Mánchester (Ringway) | Parámetros climáticos promedio de Mánchester (Ringway) | Parámetros climáticos promedio de Mánchester (Ringway) | Parámetros climáticos promedio de Mánchester (Ringway) | Parámetros climáticos promedio de Mánchester (Ringway) |
| Mes                                                    | Ene.                                                   | Feb.                                                   | Mar.                                                   | Abr.                                                   | May.                                                   | Jun.                                                   | Jul.                                                   | Ago.                                                   | Sep.                                                   | Oct.                                                   | Nov.                                                   | Dic.                                                   | Anual                                                  |
| ------------------------------------------------------ | ------------------------------------------------------ | ------------------------------------------------------ | ------------------------------------------------------ | ------------------------------------------------------ | ------------------------------------------------------ | ------------------------------------------------------ | ------------------------------------------------------ | ------------------------------------------------------ | ------------------------------------------------------ | ------------------------------------------------------ | ------------------------------------------------------ | ------------------------------------------------------ | ------------------------------------------------------ |
| Temp. máx. abs. (°C)                                   | 14.3                                                   | 15.2                                                   | 21.7                                                   | 23.4                                                   | 26.7                                                   | 31.3                                                   | 32.2                                                   | 33.7                                                   | 28.4                                                   | 26.3                                                   | 17.2                                                   | 12.1                                                   | 33.7                                                   |
| Temp. máx. media (°C)                                  | 7.3                                                    | 7.6                                                    | 10.0                                                   | 12.6                                                   | 16.1                                                   | 18.6                                                   | 20.6                                                   | 20.3                                                   | 17.6                                                   | 13.9                                                   | 10.0                                                   | 7.0                                                    | 13.5                                                   |
| Temp. media (°C)                                       | 3.5                                                    | 4                                                      | 6.5                                                    | 8.5                                                    | 12.6                                                   | 15.6                                                   | 17.5                                                   | 16.5                                                   | 14.5                                                   | 12.5                                                   | 7.4                                                    | 3.5                                                    | 9.5                                                    |
| Temp. mín. media (°C)                                  | -3.0                                                   | 1.6                                                    | 3.3                                                    | 4.9                                                    | 7.7                                                    | 10.5                                                   | 12.6                                                   | 12.4                                                   | 10.3                                                   | 7.4                                                    | 3.2                                                    | -4.8                                                   | 6.6                                                    |
| Temp. mín. abs. (°C)                                   | -16.0                                                  | −14.1                                                  | −10.7                                                  | −4.9                                                   | -1.6                                                   | 2.0                                                    | 6.0                                                    | 3.6                                                    | 0.8                                                    | -3.0                                                   | −6.8                                                   | −16.5                                                  | −16.5                                                  |
| Lluvias (mm)                                           | 72.3                                                   | 51.4                                                   | 61.2                                                   | 54.0                                                   | 56.8                                                   | 66.1                                                   | 63.9                                                   | 77.0                                                   | 71.5                                                   | 92.5                                                   | 81.5                                                   | 80.7                                                   | 828.8                                                  |
| Días de lluvias (≥ 1.0 mm)                             | 13.1                                                   | 10.7                                                   | 12.3                                                   | 11.2                                                   | 10.4                                                   | 11.1                                                   | 10.9                                                   | 14.0                                                   | 11.1                                                   | 13.6                                                   | 15.1                                                   | 13.5                                                   | 146.9                                                  |
| Días de nevadas (≥ 1 mm)                               | 11                                                     | 8                                                      | 5                                                      | 2                                                      | 0                                                      | 0                                                      | 0                                                      | 0                                                      | 0                                                      | 1                                                      | 5                                                      | 9                                                      | 41                                                     |
| Horas de sol                                           | 52.5                                                   | 73.9                                                   | 99.0                                                   | 146.9                                                  | 188.3                                                  | 172.5                                                  | 179.7                                                  | 166.3                                                  | 131.2                                                  | 99.3                                                   | 59.5                                                   | 47.1                                                   | 1416.2                                                 |
| Humedad relativa (%)                                   | 87                                                     | 86                                                     | 86                                                     | 85                                                     | 82                                                     | 84                                                     | 86                                                     | 88                                                     | 89                                                     | 89                                                     | 87                                                     | 87                                                     | 86.3                                                   |
| Fuente n.º 1: Met Office                               |                                                        |                                                        |                                                        |                                                        |                                                        |                                                        |                                                        |                                                        |                                                        |                                                        |                                                        |                                                        |                                                        |
| Fuente n.º 2: NOAA                                     |                                                        |                                                        |                                                        |                                                        |                                                        |                                                        |                                                        |                                                        |                                                        |                                                        |                                                        |                                                        |                                                        |

## Demografía

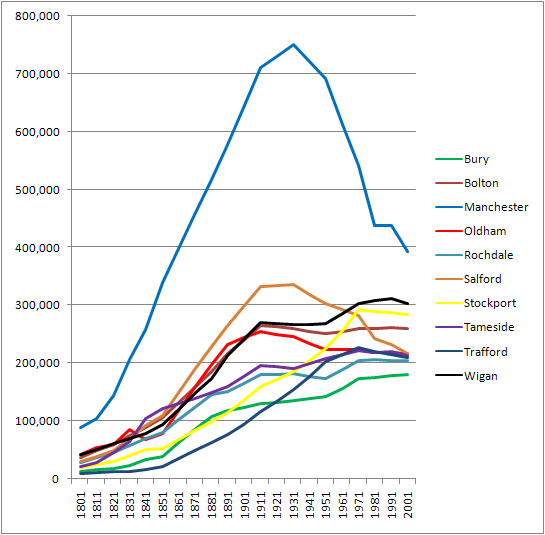
Población de Mánchester en 2001, por autoridad local

El censo de población de 2011 del Reino Unido indicó una total de 503 127 habitantes, mostrando un aumento de un 19 % respecto al censo de 2001. Según el censo, aproximadamente 92 000 eran menores de 15 años, más de 388.000 estaban entre los 17 y 64 años y aproximadamente 23 000 eran mayores de 65 años. De acuerdo al censo, el 70 % de la población de Mánchester había nacido en el Reino Unido, mientras que en sí, el 77 % de la población es de origen europeo, un 2,3 % son de origen irlandés, el 11,3 % es de origen asiático, de los cuales 3,4 % provienen de la India, el 5,2 % de Pakistán, y un 1,4 % de Bangladés, un 1,8 % de la población es de origen afrocaribeño, un 2,5 % de África, aproximadamente un 1,8 % es de etnia china, y un 5,5 % es de origen italiano. Mánchester tiene una tasa de desempleo más alta que la de cualquier otra autoridad local en el Reino Unido. Un informe de 2007 señaló que «el 60 % de las personas de Mánchester están viviendo en algunas de las zonas más pobres de todo el Reino Unido».

### Religión
En cuanto a la religión, Mánchester es una de las ciudades más diversas del Reino Unido. En 2015 los musulmanes en Mánchester superaban el 25 % del censo, al igual que en los barrios periféricos de Birmingham, Bradford y Leicester. Esto contrasta con los antiguos datos del censo de 2001: el 71 % de la población era cristiana, el 9.1 % era musulmana, mientras que poco más del 1 % profesaba otras religiones. Aproximadamente el 16 % de la población no profesa ninguna religión (superando el promedio de todo el Reino Unido de 14,8). Mánchester es la segunda ciudad con más población judía del Reino Unido, además de ser también una de las ciudades británicas con más población musulmana.

## Economía
Mánchester estuvo a la vanguardia de la Revolución Industrial en el siglo XIX y fue un importante centro de fabricación. La economía de la ciudad está ahora en gran parte basada en los servicios y, desde 2007, es la de más rápido crecimiento en el Reino Unido, con una inversión extranjera sólo superada por la de la capital del país, Londres. La publicación Manchester's State of the City Report identifica los servicios financieros y profesionales, las industrias de ciencias de la vida, las industrias creativas, culturales, medios de comunicación, la industria manufacturera y las de telecomunicaciones como las principales actividades económicas. La ciudad fue clasificada en 2010 como el segundo mejor lugar para hacer negocios en el Reino Unido y el duodécimo mejor de Europa.

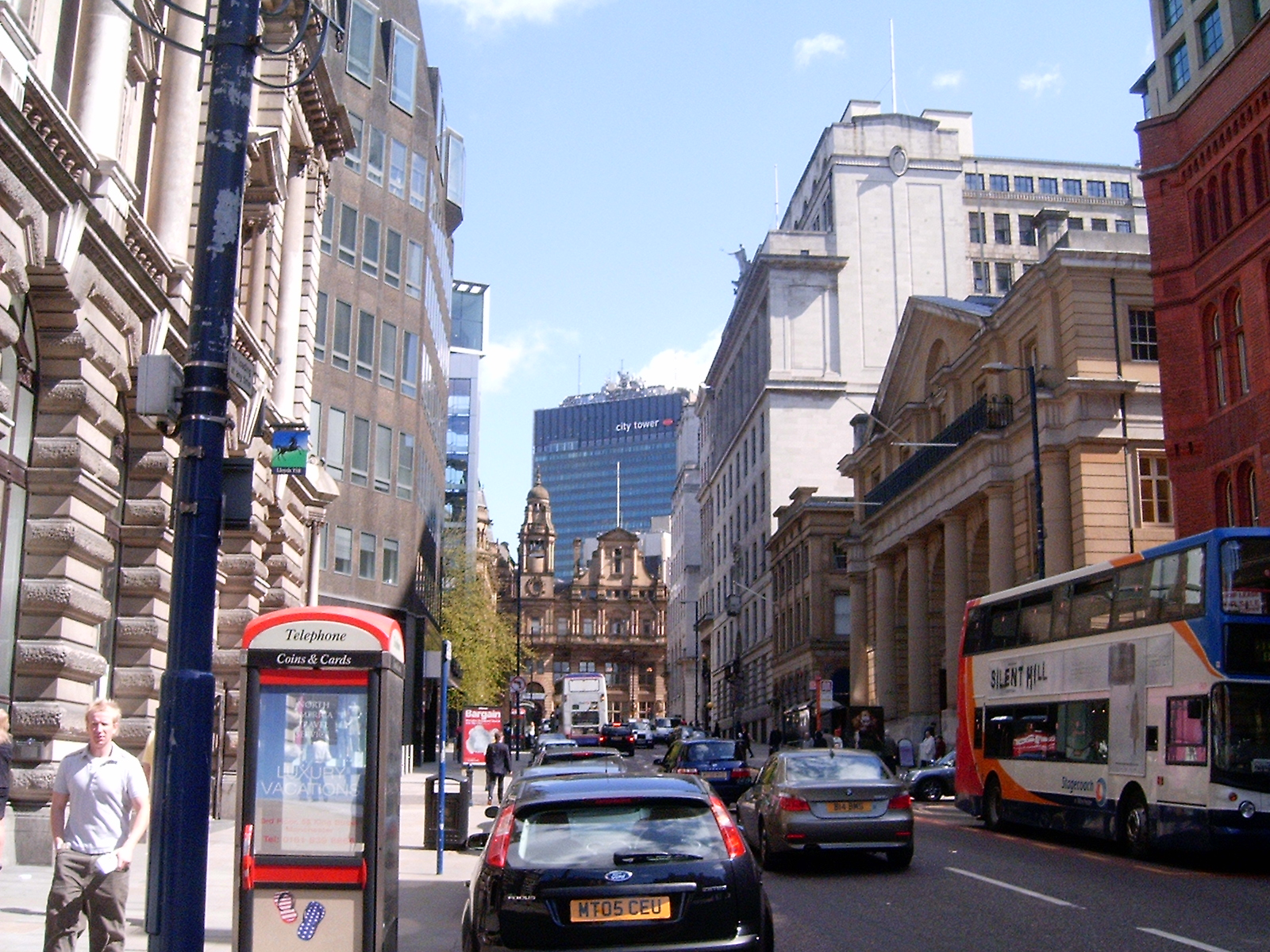
King Street, una de las arterias del centro financiero de Mánchester.

Un informe de 2008 de PriceWaterhouseCoopers mostró que Mánchester tuvo la tercera mayor economía de las ciudades del Reino Unido y la 74.ª más grande del mundo, con un PIB de 115 mil millones de dólares. Mánchester cuenta con el mayor mercado de oficinas de Reino Unido fuera de Londres, según GVA Grimley, con una captación de oficina promedio trimestral de aproximadamente 21 000 m² —más que la absorción de oficinas trimestrales de Leeds, Liverpool y Newcastle combinadas y más de 7 000 m² más que el rival más cercano, Birmingham. La región de Greater Mánchester, en la que se encuentra la ciudad, representa más de 48 millones de libras en el VAB (valor agregado bruto) del Reino Unido, la tercera más grande de todos los condados ingleses y más que Gales o el noreste de Inglaterra.
Mánchester es un centro empresarial que sirve a mercados locales, regionales e internacionales. Es el quinto centro financiero más grande del Reino Unido fuera de Londres, con más de 96 300 personas que trabajan en la banca, finanzas y seguros. The Co-operative Group, la empresa de propiedad del consumidor más grande del mundo, tiene su sede en Mánchester y es uno de los mayores empleadores de la ciudad. El sector jurídico, contable, consultoría de gestión y otros servicios profesionales y técnicos son de gran importancia en Mánchester.
El centro financiero de Mánchester se encuentra en el centro de la ciudad, junto a Piccadilly, e incluye Mosley Street, Deansgate, King Street y Piccadilly. Spinningfields es una zona con un desarrollo de mil quinientos millones de libras de uso mixto que se expande al distrito oeste de Deansgate. El área está diseñada para mantener las instalaciones de espacio de oficinas, centros comerciales y de restauración, además de los tribunales. Varios inquilinos de alto perfil se han mudado a la zona y en octubre de 2007 abrió sus puertas un Centro de Justicia Civil.
Mánchester es el centro comercial, educativo y cultural del noroeste de Inglaterra y en 2010 fue clasificada como la cuarta zona comercial más influyente en el Reino Unido por ventas. La zona comercial central de la ciudad está repleta de tiendas, desde cadenas hasta boutiques de alta gama, como Vivienne Westwood, Emporio Armani, DKNY, Harvey Nichols, Boodles, Chanel y Hermès, entre otras.

## Deporte
Mánchester cuenta con 2 equipos de fútbol profesionales, y varios clubes deportivos de distintas disciplinas. Los recintos deportivos más destacados de Mánchester son el estadio Old Trafford y el estadio Ciudad de Mánchester, ambos de fútbol, el Velódromo de Mánchester de ciclismo en pista, la Manchester Evening News Arena usado para distintos eventos, entre otros.

### Fútbol
Los dos grandes equipos de fútbol que compiten en la Premier League con el Manchester United, proveniente de la región de Old Trafford, que juega como local en el estadio del mismo nombre, y el Manchester City, que hace lo propio en el Etihad Stadium. Los enfrentamientos entre ambos suelen ser de los más atractivos, alcanzando millones de televidentes a nivel mundial. A su vez cuenta con un tercer equipo el FC United of Manchester (no confundir con Manchester United) que juega en la National League North (quinta división) y fue creado en 2005 después de la venta del Manchester United a los Glazzers. El equipo fue fundado por aficionados disconformes con la venta del gigante inglés.
El Manchester United es conocido por ser uno de los equipos más exitosos de la historia del fútbol inglés con 20 títulos de liga, 11 de FA Cup, 6 League Cup, 20 Community Shield, 3 UEFA Champions League, entre otros más, siendo el equipo inglés más ganador con 66 títulos totales (58 nacionales y 8 Internacionales). Es uno de los equipos con más ingresos, con más de 3000 millones USD, solo superado por el club español Real Madrid. También es uno de los clubes más populares a nivel mundial y de mayor prestigio, con más de 600 millones de seguidores en todo el mundo. El Manchester City, el otro gran equipo de Mánchester, mantiene una cierta rivalidad con el Manchester United. El club se conoce por haberse desempeñado hasta 2003 en el Maine Road, un antiguo estadio emblemático de toda Inglaterra, para después jugar en el estadio Ciudad de Mánchester. El club tuvo sus mejores épocas en los años 1960 y 1970 ganando el campeonato de Liga de First Division, FA Cup, Copa de la Liga y la Recopa de Europa. Después de perder la final de la FA Cup de 1981, el club pasó por un período de decadencia, que culminó con el descenso a la tercera división del fútbol inglés en 1998. Después de recuperar su sitio en la Premier League, el 1 de septiembre de 2008, Abu Dhabi United Group for Development and Investment, un grupo inversor de los Emiratos Árabes con Mansour bin Zayed Al-Nahyan como máximo accionista, se hizo con el control del club por unos 250 millones de euros, relevando a Thaksin Shinawatra, hasta entonces dueño de la entidad. Desde la llegada de los nuevos dueños el club ha obtenido un total de 14 títulos oficiales, ganando la Premier League en 2012, 2014, 2018, 2019, 2021, 2022, 2023 y 2024.

### Eventos

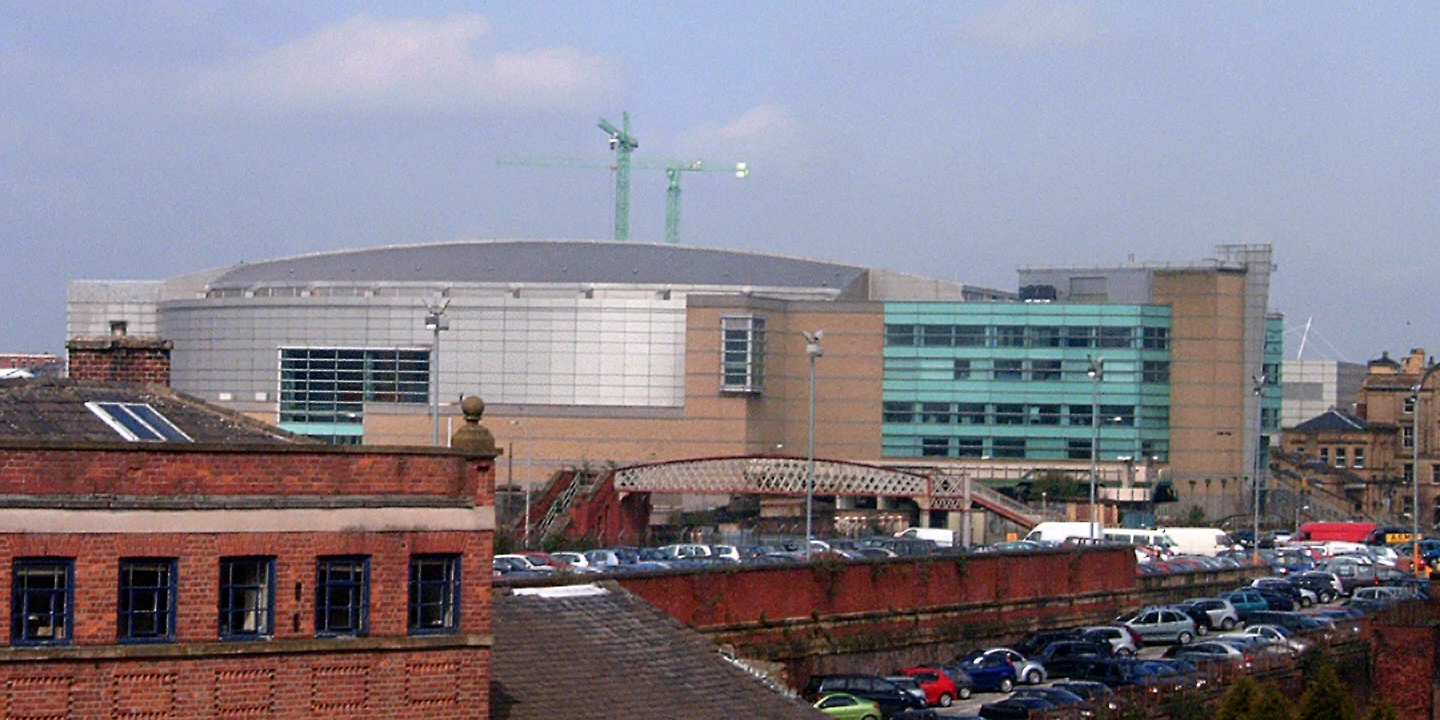
Vista del Manchester Evening News Arena.

El mayor evento deportivo llevado a cabo fueron los Juegos de la Mancomunidad de 2002, siendo también uno de los eventos deportivos más importantes de la historia de todo el Reino Unido. Mánchester también fue candidata para albergar varias competencias, como los Juegos Olímpicos de Atlanta 1996 y de Sídney 2000. También se han llevado a cabo eventos como la Copa Mundial de Rugby League en 2013 y 2015, el Campeonato Mundial de Lacrosse de 2010, el Campeonato Mundial de Ciclismo en Pista de 2008, entre otros.

## Educación

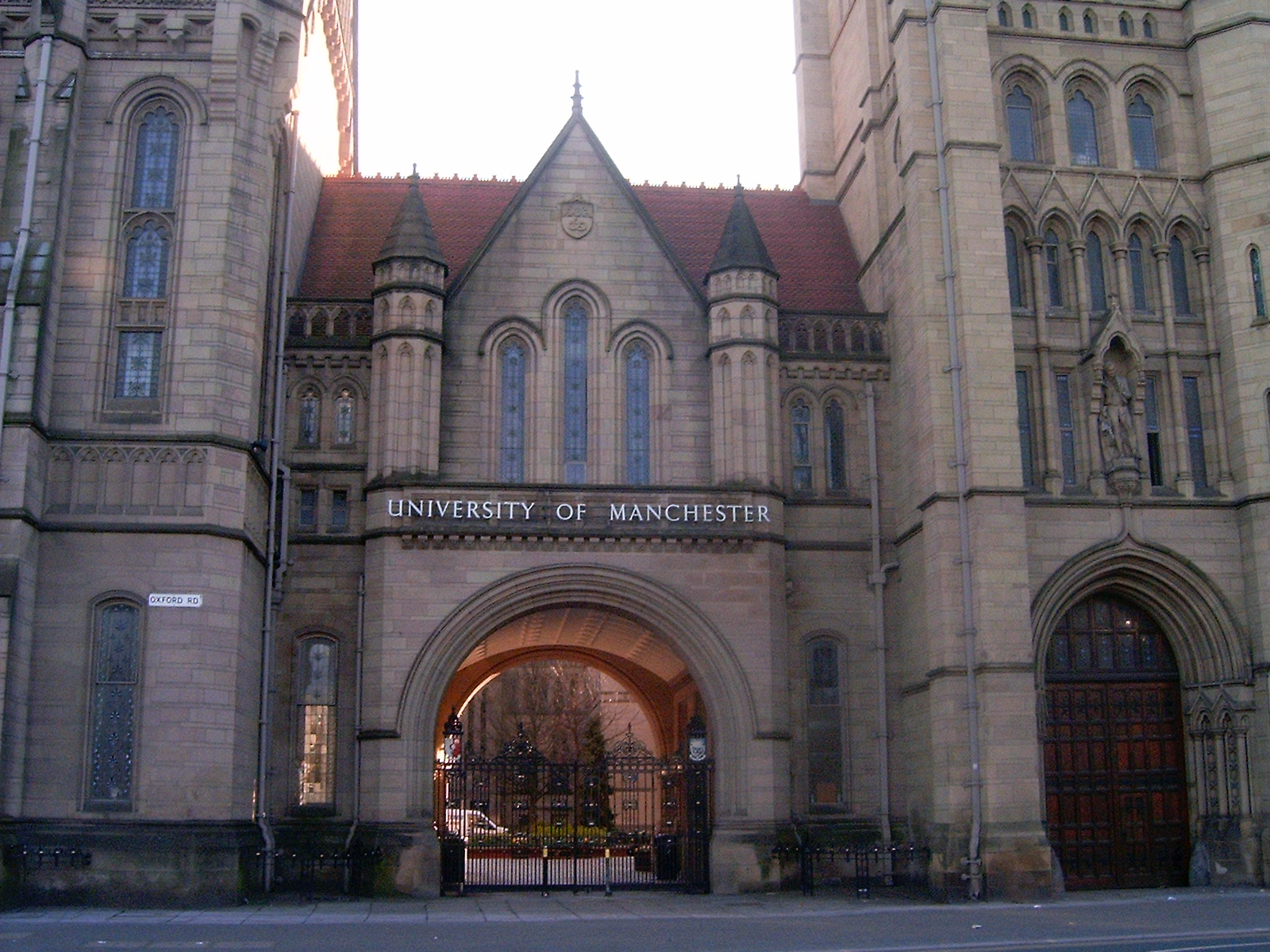
Entrada de la Universidad de Mánchester.

En cuanto a la educación superior, Mánchester es sede de dos universidades. La Universidad de Mánchester es la universidad no colegiada a tiempo completo más grande del Reino Unido y fue creada en 2004 gracias a la fusión de la Universidad Victoria de Mánchester con el UMIST. Esta incluye la escuela de negocios Manchester Business School, que impartió el primer curso de MBA en Reino Unido en 1965. La otra institución es la Universidad Metropolitana de Mánchester, formada como el Politécnico de Mánchester tras la fusión de tres colegios en 1970. Obtuvo el estatus de universidad en 1992, y ese mismo año el Crewe and Alsager College of Higher Education en el sur de Cheshire pasó a formar parte de la institución.
La Universidad de Mánchester, la Universidad Metropolitana de Mánchester y el Real Colegio de Música del Norte se encuentran próximos a la calle Oxford Road, localizada en la parte sur del centro de la ciudad. Juntas forman en conjunto el recinto urbano más grande de educación superior de Europa con 73 160 estudiantes, aunque casi 6000 estudiantes de estos se encuentran en los campus de la Universidad Metropolitana de Mánchester en Crewe y Alsager, en Cheshire.

## Cultura

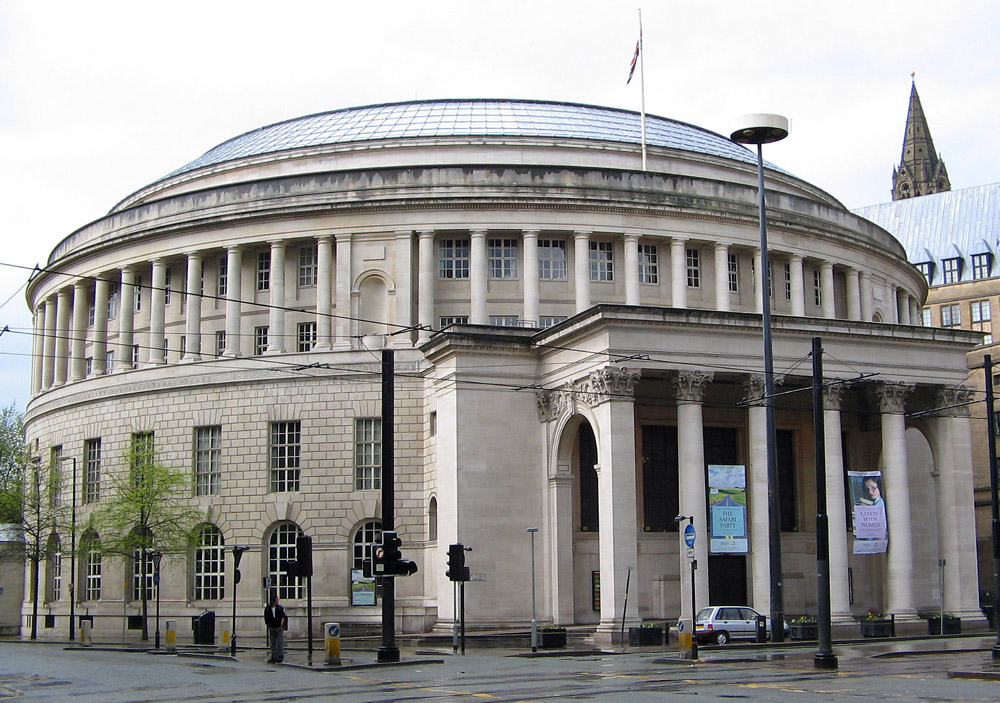
Biblioteca Central de Mánchester.

Mánchester tiene una gran cantidad de museos, entre ellos The Lowry, Manchester Art Gallery, Urbis (sede del Museo Nacional del Fútbol) y el Museo de Mánchester (Museo de Historia), con abundantes piezas del antiguo Egipto. En la ciudad se encuentra la biblioteca John Rylands, donde se conserva el manuscrito más antiguo de los evangelios que aún sobrevive: parte del evangelio según San Juan.

### Música
En las tendencias musicales, destaca el New Wave de los 80, también cabe destacar la época llamada Madchester con el bum del acid house a finales de la década de los 80. De Mánchester han salido grupos y solistas tan relevantes como Joy Division, Oasis, Barclay James Harvest, Herman's Hermits, Van Der Graaf Generator, The Hollies, Buzzcocks, The Fall, The Smiths (y posteriormente su líder Morrissey y el guitarrista Johnny Marr), The Durutti Column, A Certain Ratio, Simply Red, Happy Mondays, James, Take That, Quando Quango, The Stone Roses, Inspiral Carpets, New Order, Black Grape, Paris Angels, The Chemical Brothers, 808 State, A Guy called Gerald, Northside, Electronic, John Foxx y Foghat. Mánchester fue cuna de Stuart Adamson, guitarrista de The Skids y (también cantante) de Big Country. Muchas de estas bandas aparecieron en la película de culto musical 24 Hour Party People dirigida por Michael Winterbottom en el año 2002, que narra la historia de Tony Wilson y su sello discográfico Factory Records.
Mánchester cuenta con dos orquestas profesionales, la Hallé y la Filarmónica de la BBC. El auditorio donde se desempeñan se llama Manchester Camerata. En el ámbito educativo, cuenta con el Royal Northern College of Music, un conservatorio donde se han desempeñado Harrison Birtwistle, Peter Maxwell Davies, Alexander Goehr, entre otros. Otra escuela de música es la Chetham’s School of Music.

## Personas notables
(Por orden de nacimiento)
- James Chadwick (1891-1974): Físico británico
- John William Alcock (1892-1919): Aviador británico
- Anthony Burgess (1917-1993): Autor de La Naranja Mecánica
- Norman Foster (1931-): Arquitecto
- Bernard Hill (1944-2024): Actor
- Martin Hannett (1948-1990): Músico y productor británico
- Genesis P-Orridge (1950-2020): artista transgénero de música electrónica. Líder de las bandas Throbbing Gristle y Psychic TV
- Tony Wilson (1950-2007): Empresario, presentador y fundador de Factory Records y Fac51 The Haçienda
- David Schofield (1951-): Actor
- Howard Devoto (1952-): Cantante de la banda punk Buzzcocks
- Vini Reilly (1953-): Compositor y Cantante de la banda The Durutti Column
- Ross Brawn (1954-): Ingeniero automovilístico
- Peter Saville (1955-): Diseñador gráfico
- Ian Curtis (1956-1980): Cantante, compositor y líder de la banda de post-punk Joy Division
- Danny Boyle (1956-): Director cinematográfico de películas como Trainspotting, 28 Days Later o Slumdog Millionaire
- Peter Hook (1956-): Músico, bajista y compositor de la banda Joy Division, después bajista de New Order y actualmente bajista de Peter Hook & the Lights
- Bernard Sumner (1956-): Músico, guitarrista y compositor de la banda Joy Division, después guitarrista y cantante de New Order, de Electronic y de Bad Lieutenant
- Jim O'Neill (1957-): Economista
- Stephen Morris (1957-): Compositor y baterista de la banda Joy Division y después de New Order
- Andy Gibb (1958-1988): Cantante de la banda Bee Gees
- Stuart Adamson (1958-2001): Compositor, guitarrista y cantante de la banda Big Country
- Morrissey (1959-): Compositor y cantante de la banda The Smiths y después solista
- Shaun Ryder (1962-): Cantante y compositor de la banda Happy Mondays
- Johnny Marr (1963-): Guitarrista de la banda The Smiths y luego solista
- Steve Coogan (1965-): Actor, director, guionista, productor y humorista.
- Noel Gallagher (1967-): Guitarrista y compositor de la banda Oasis
- Jay Kay (1969-): Cantante, músico y compositor de la banda Jamiroquai
- Liam Gallagher (1972-): Cantante de la banda Oasis
- Gemma Atkinson (1984-): Actriz y modelo
- Max George (1988-): Modelo y cantante de la banda The Wanted
- Charlie Puth (1991-): Cantante y compositor

## Ciudades hermanadas
- Puerto Cabezas, Nicaragua
- Chemnitz, Alemania
- Kanpur, India
- Córdoba, España
- Yecla, España
- Rejovot, Israel
- San Petersburgo, Rusia
- Faisalabad, Pakistán
- Ámsterdam, Países Bajos
- Sogamoso, Colombia
- Duitama, Colombia